# Mart Grol
Mart Grol (7 augustus 1988) is een Nederlandse nieuwslezer, journalist en (radio)presentator. Hij presenteert Hart van Nederland op SBS6.

## Televisie
Grol studeerde journalistiek aan de Fontys Hogeschool voor Journalistiek in Tilburg. Hij werkte vervolgens als presentator voor Omroep Gelderland en Omroep Brabant. 
Sinds 2021 werkt Grol voor Hart van Nederland waar hij de presentator is van de ochtendedities. Ook was Grol in 2023 te zien als expert in het televisieprogramma GoedNieuws Vandaag.

## Radio
Van januari 2022 tot juni 2023 was Grol de vaste nieuwslezer van De 538 Ochtend met Wietze de Jager en Klaas van der Eerden op Radio 538. 
Sinds 2023 is Grol te horen op Qmusic en JOE als nieuwslezer.